# Thismia clandestina
Thismia clandestina är en enhjärtbladig växtart som först beskrevs av Carl Ludwig von Blume, och fick sitt nu gällande namn av Friedrich Anton Wilhelm Miquel. Thismia clandestina ingår i släktet Thismia och familjen Burmanniaceae. Inga underarter finns listade i Catalogue of Life.